# سان مارسولا

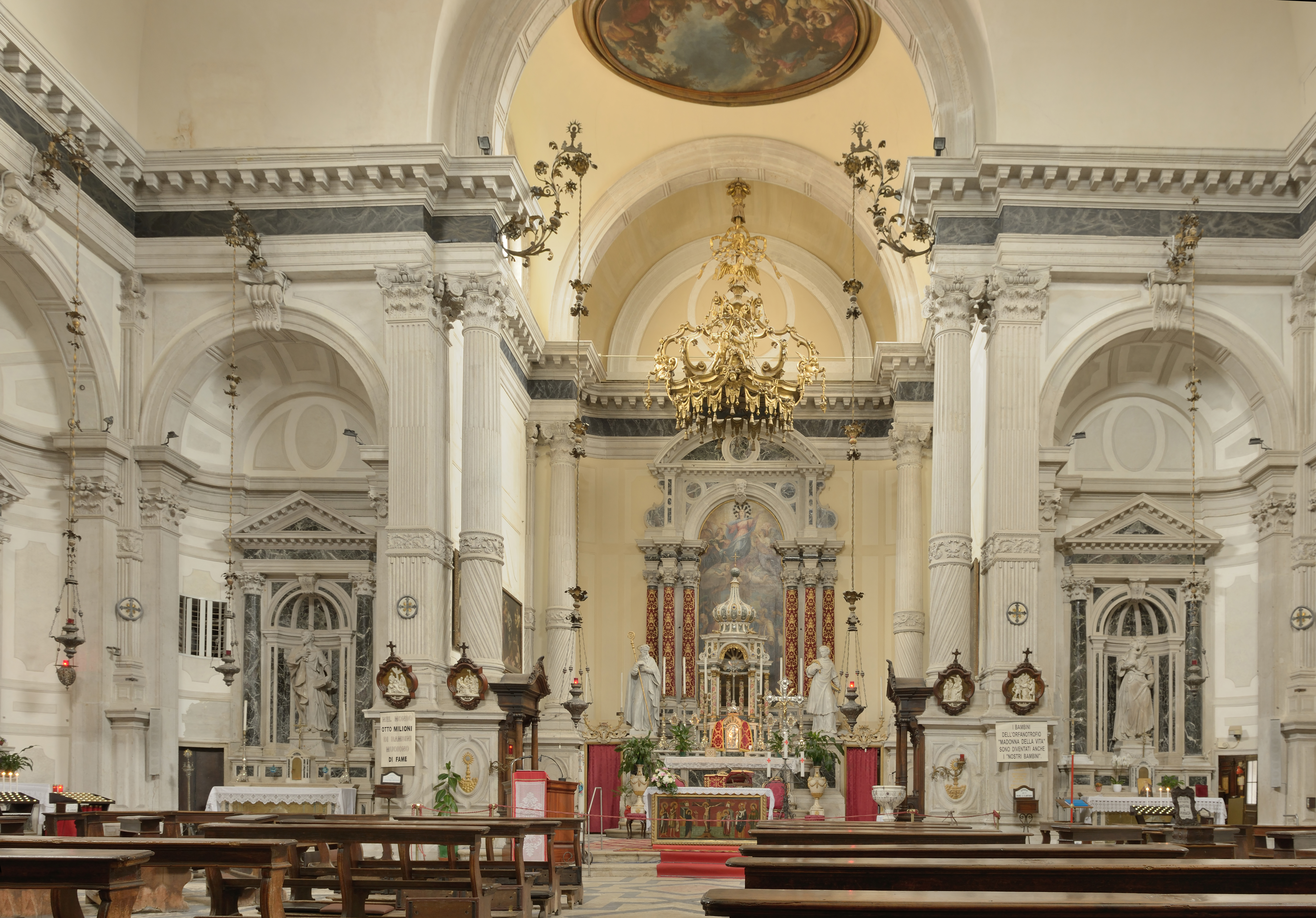
المنظر الداخلي.

كنيسة سان مارسولا وهي مبنى ديني مواجه للقناة المائية فينيسيا وتقع في منطقة كاناريجيو في مدينة البندقية بإيطاليا. وهي مخصصة للقديسين هيرماجوراس وفورتوناتوس.
تم بناء الكنيسة الحالية لأول مرة في القرن الثاني عشر وتم إعادة تصميم الكنيسة من قبل أنطونيو جاسبارى وتم الانتهاء من أعمال الترميم بين عامي 1730-1736 من قبل جورجيو ماساري. تحتوي الكنيسة على مجموعة كبيرة من التماثيل التي نحتها غايتانو سوسالي ولوحات للرسام فرانشيسكو ميجليوري. وتحتوي على لوحة العشاء الأخير لجاكوبو تينتوريتو. ويقع قبر الملحن الألماني يوهان هاينريش هاس الذي عاش في القرن الثامن عشر في سان ماركولا.